# Futbolniy Klub Zorya
FC Zorya Luhansk é um clube de futebol profissional ucraniano da cidade de Luhansk.
Como Zorya Voroshlovgrado, venceu o campeonato soviético de 1972, seu maior título.
Com a Guerra Civil no Leste da Ucrânia, em curso desde 2014, passou a mandar seus jogos na Slavutych Arena, em Zaporizhzhya.

## Elenco Atual
- Atualizado em 22 de janeiro de 2020.

## Ligações externas

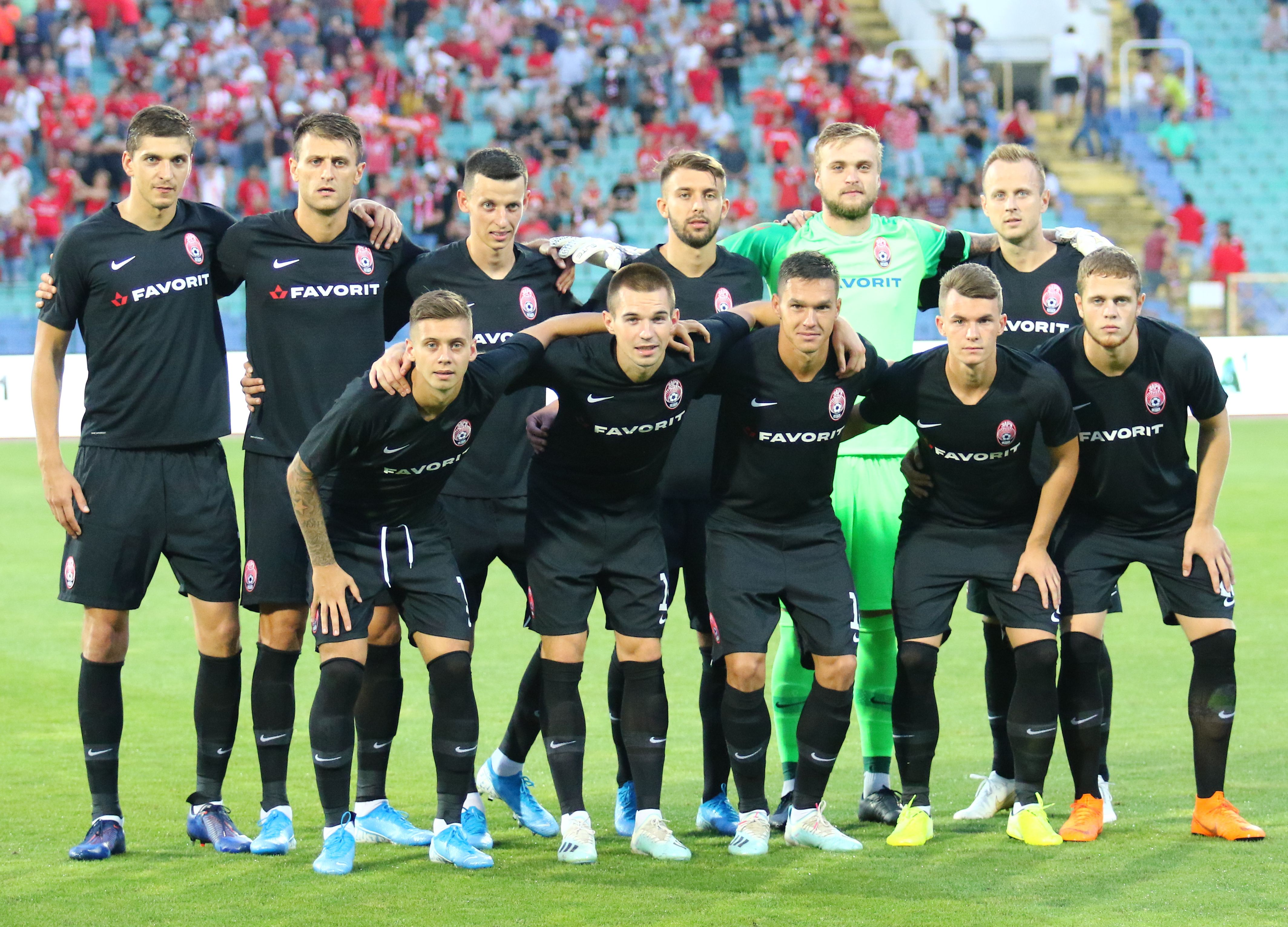
FC Zorya Lugansk em 2019